# Parafia św. Mikołaja w Połomi
Parafia św. Mikołaja w Połomi – parafia rzymskokatolicka znajdująca się w diecezji rzeszowskiej w dekanacie Czudec. 
Erygowana w 1447 roku przez biskupa krakowskiego Zbigniewa Oleśnickiego. Mieści się w Połomi pod numerem 107.
Obecny murowany kościół parafialny, o charakterze obronnym, został zbudowany z kamienia w roku 1577. W 1614 dobudowano kruchtę od południa.  Konsekrowany w 1644 pod wezwaniem św. Mikołaja Biskupa. Był wielokrotnie przebudowywany i remontowany w latach 1907–1913, 1928, 1952–1957 i 2003–2010.